# Daniel Fiedler

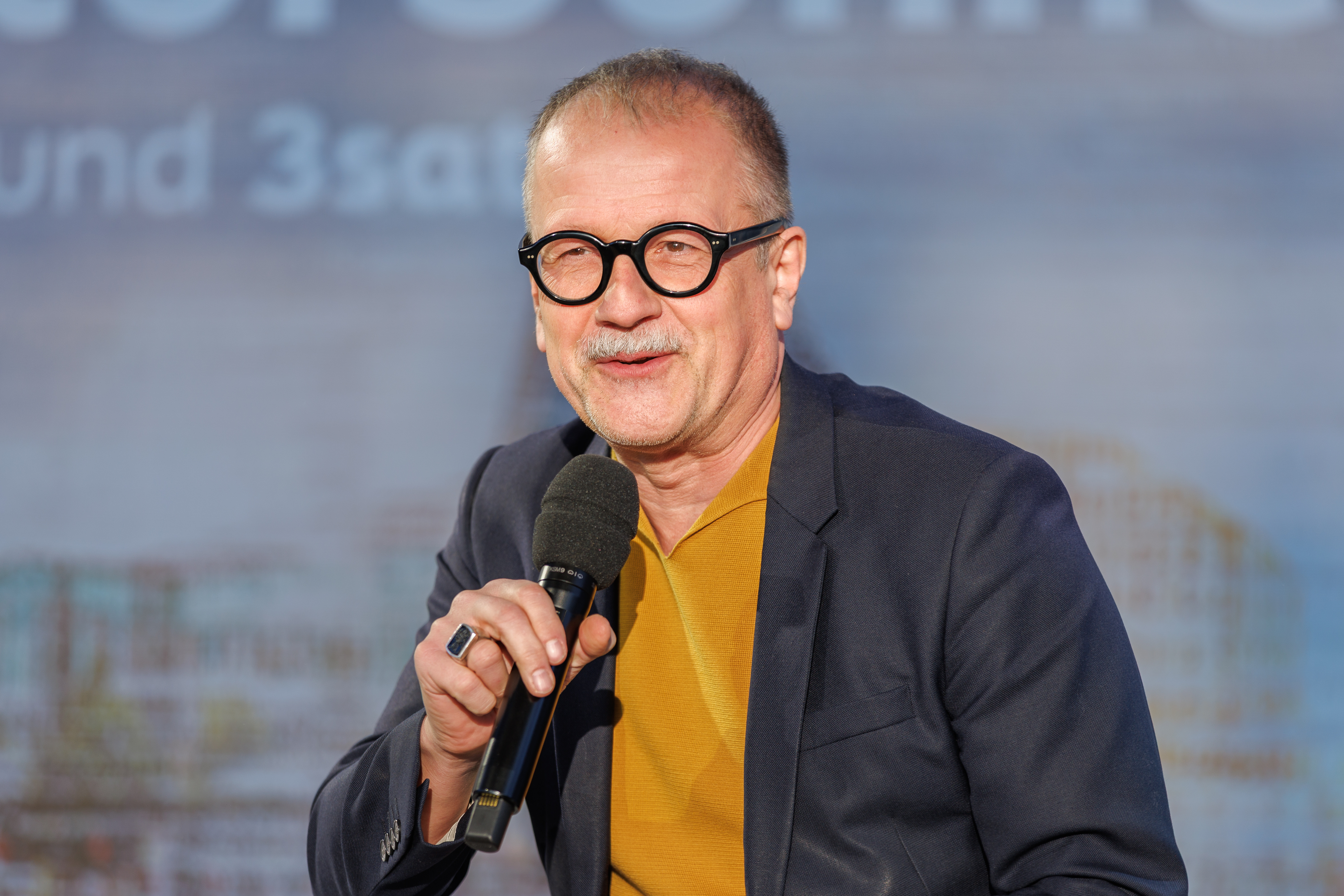
Daniel Fiedler (2025)

Daniel Fiedler (* 24. November 1966 in Freiburg im Breisgau) ist ein deutscher Fernsehmanager. Er leitet seit dem 1. Januar 2013 die Redaktion Kultur Berlin im ZDF.

## Leben
Nach dem Abitur studierte Daniel Fiedler von 1989 bis 1994 Theaterwissenschaften, Germanistik, Soziologie sowie Politik an der Freien Universität Berlin und an der Albert-Ludwigs-Universität Freiburg. Ab 1994 arbeitete er als Schauspiel-Dramaturg und leitender Dramaturg im Verlag Felix Bloch Erben in Berlin. 2001 wechselte Daniel Fiedler zum ZDF und wurde Referent des Direktors Europäische Satellitenprogramme Gottfried Langenstein. 2006 übernahm er die Leitung der 3sat-Zentralredaktion und wurde 2007 Koordinator 3sat.

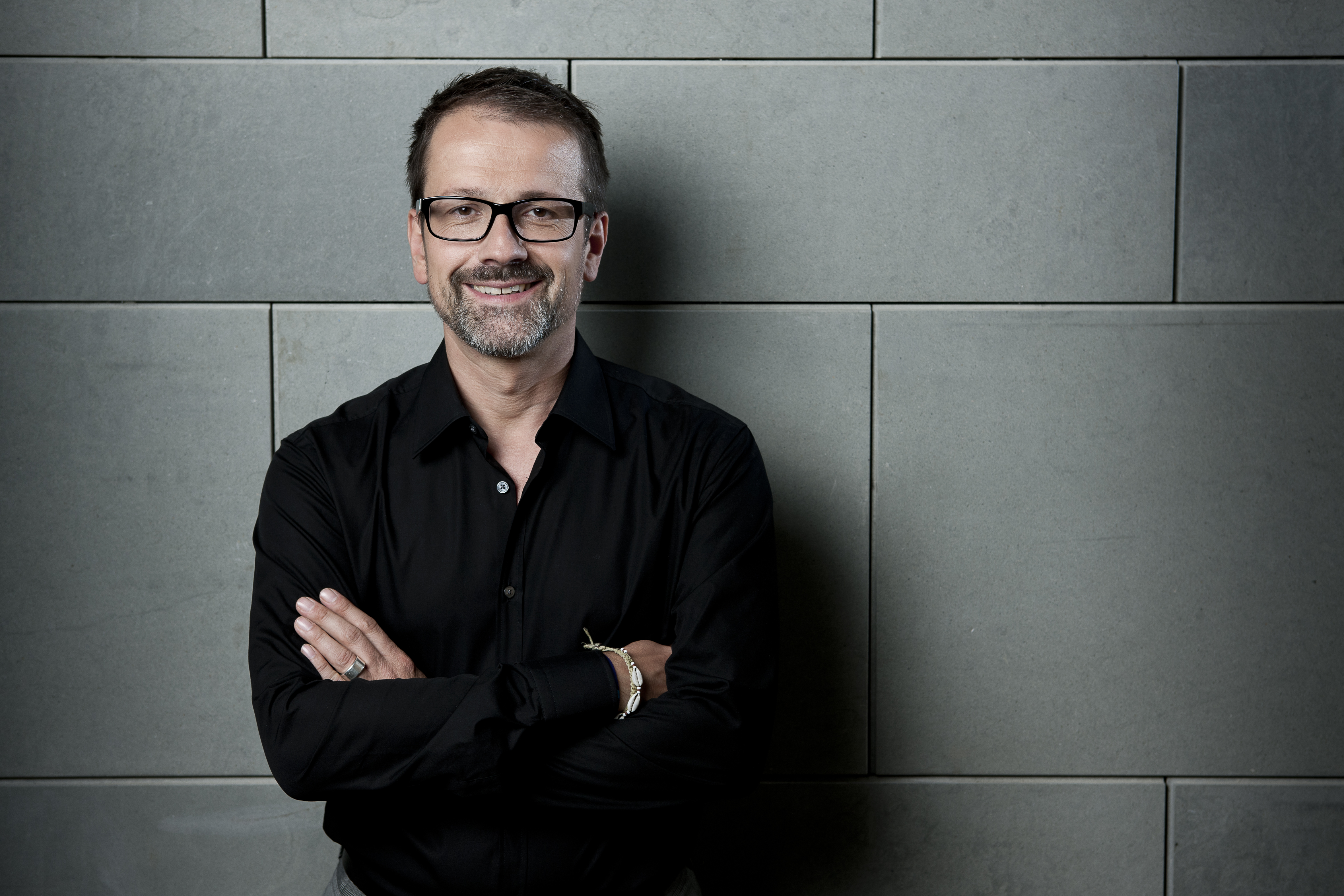
Daniel Fiedler (2010)

Ab September 2008 war Daniel Fiedler neben seiner Tätigkeit für 3sat auch Koordinator ZDFkultur und in dieser Funktion mit der Entwicklung und Leitung des ZDF-Digitalkanals ZDFkultur beauftragt. Für diesen Kanal entwickelte er Sendungen wie Der Marker, Roche & Böhmermann oder On Tape.
Im Herbst 2012 wurde Daniel Fiedler vom ZDF beauftragt, die plattformübergreifende Redaktion Kultur Berlin aufzubauen, die die Kulturberichterstattung des ZDF aus und über Berlin neu organisiert. Die Redaktion, die Fiedler leitet, nahm im Januar 2013 ihre Arbeit im Hauptstadtstudio des ZDF Unter den Linden auf. Zu den von der Redaktion verantworteten Sendungen gehören u. a. Aspekte, Das Literarische Quartett und die Berliner Beiträge der Kulturzeit (3sat).